# Gerald McMorrow
Gerald McMorrow (Londra, 1970) è un regista e sceneggiatore britannico.

## Biografia
Dopo aver studiato alla New York Film School, inizia a dirigere videoclip per artisti come Tom Jones, Catatonia, My Vitriol e molti altri. Successivamente lavora anche per la pubblicità, realizzando spot pubblicitari per aziende come Saatchi & Saatchi e vincendo un Creative Circle and British Television Advertising Awards.
Debutta alla regia nel 2002 con il cortometraggio fantascientifico Thespian X, premiato al London Film Festival. 
Riprendendo le tematiche fantascientifiche del suo precedente cortometraggio nel 2008 scrive e dirige Franklyn, lungometraggio futuristico con Ryan Phillippe, Eva Green e Sam Riley.